# Роман I Лакапин
Роман I Лакапин (на гръцки: Ρωμανός Α΄ Λακαπήνος; на латински: Romanus I Lecapenus) е византийски император от 920 до детронирането си на 16 декември 944 година.

## Произход
Роман е син на Теофилакт Непоносимия, служител в имперската охрана от арменски произход. Роден е в Лакапе, област в южната част на Малка Армения, откъдето идва и прозвището му – Лакапин.

## Възход
Въпреки че не е образован, бъдещият император успява бързо да се издигне във военен чин по време на Лъв VI Философ. През 911 г. е стратег, охраняващ военноморската област Самос, а по-късно служи като друнгарий (адмирал) във флота. В качеството на такъв той трябвало да вземе участие във византийските операции срещу България през 917 година, но след скандал с Йоан Вогас не изпълнява мисията си. След разгрома в битката при Ахелой същата година, където византийската армия на великия доместик Лъв Фока е унищожена, Роман по субективни причини не помага и не качва на корабите си бягащите ромеи, а се отправя към Константинопол. След повдигнатото обвинение от страна на августата Зоя Карбонопсина, Роман Лакапин е заплашен с ослепяване. Впоследствие за него се застъпват висши сановници и е амнистиран.
Военната катастрофа при Ахелой отслабва значително влиянието на правителството, контролирано от Зоя и поражда всевъзможни слухове за членовете му. Навярно към края на 918 г. Лъв Фока и неговият шурей Константин Пафлагонски замислят как да отстранят регентството на малолетния законен император Константин VII Багренородни, а при възможност – и самия него. Под предлог, че защитават младия император, войските на Фока се появяват до Хризопол, на отсрещния бряг на Босфора. Възможно е и самата Зоя да е търсила контакт с влиятелния генерал, за да укрепи собственото си положение. Според Стивън Рънсиман съществува вариант Зоя Карбонопсина дори да е възнамерявала да се омъжи за Лъв Фока.
Предугаждайки развитието на нещата, наставникът на младия император – Теодор, замисля съюз с Роман Лакапин, друнгарий на флота, и който му бил подръка. В началото на 919 г. Константин Пафлагонски, който сближава позициите си с тези на императрицата, решава им попречи, като намери причина да разформирова флота, но е арестуван по заповед на Роман в Константипол (където бъдещият император дошъл да надзирава изплащането заплатите на екипажите). В резултат Зоя се вижда принудена да напусне регентския съвет. Теодор убеждава младия император да назначи отново за регент патриарха Николай Мистик, който веднага след това уволнява Лъв Фока, заменяйки го с Йоан Гаридас. Фока търси компенсация, чрез поставянето на негов роднина на длъжността Велик етериарх – началник на императорските телохранители. Патриархът в началото се съгласява, но след това отхвърля предложението, затова Фока пренасочва вниманието си към Лакапин, който е предпочетен за този пост, предлагайки му сродяване и съюз. Макар и вече господар на положението в Константинопол, Лакапин се съгласява, двамата се заклеват и на Фока е позволено да се завърне при армията си в Хризопол. Подкрепен и от видния военачалник, Роман Лакапин скоро става император.

## Възкачване
На 25 март 919 г. Роман Лакапин получава почетния сан магистър и е обявен за Велик етериарх. Роман Лакапин разполага с достатъчно обществена и държавна подкрепа, за да си присвои ефективното управление. През май 919 г. той се обявява за василеопатор и настойник на Константин VII, (тогава – 14-годишен), когото жени за дъщеря си Елена. Вече като частно лице, Зоя Карбонопсина остава в двореца и Лакапин намира в нейно лице подкрепа, срещу евентуалните аспирации на Лъв Фока към властта. До Лъв е изпратено писмо, подписано от младия император, със съвет да не реагира на последните събития, но не се вслушва в него и вдига бунт, който скоро се проваля – оказва се, че войниците Фока са много повече склонни да подкрепят претенциите на Лакапин, които са и скрепени със специален императорски указ, третиращ – напротив – началника им за враг на василевса. Фока се опитва да избяга, но е заловен от имперски агенти във Витиния и по-късно – ослепен по заповед на Роман Лакапин. Зоя, която всъщност се е надявала Лъв да отстрани Роман, сега прави опит сама да постигне това, като го отрови, но е арестувана и пратена в манастир. През септември 919 г. , Роман Лакапин е обявен за кесар.

## Съуправление
През декември 920 г. Роман I Лакапин е обявен и коронован за василевс, съимператор на малолетния Константин VII Багренородни. Издига тримата си сина Христофор, Стефан и Константин за кесари, сродява дъщерите си за знатни аристократични фамилии. Получава и подкрепата на завърналия се от изгнание патриарх Николай Мистик.
Издигането на Роман предизвиква агресията на българския цар Симеон I, който също има планове за византийския престол. Той предприема няколко похода и демонстрации пред стените на Константинопол и опустошава Тракия, но не успява да промени съществено положението. След смъртта му през 927 г. византийското правителство признава на неговия син Петър I титлата „Василевс на Българите“ и той се жени за внучката на Роман Мария, прекръстена на Ирина (Мир). С България е сключен мирен договор за срок от 30 години, който след това е подновен. Мирът между България и Византия продължава в следващите 40 години. На Балканите мирът е за кратко обезпокоен от няколко нахлувания на маджари от северозапад през България (934 и 943 г.). Императорът откупува мира с тях.
На източната граница византийците постигат убедителни успехи срещу Абасидския халифат. От 926 до 945 г. военачалникът Йоан Куркуа печели поредица битки срещу арабите в Северна Месопотамия. В 944 г. Куркуа обсажда град Едеса и възвръща свещената реликва Убрус (Mandylion, от гръцкото μανδύη – плащаница, в смисъл – неръкотворен портрет на Исус Христос). Докато по-голямата част от византийския флот и армия са ангажирани на изток срещу арабите, през 941 г. столицата Константинопол е атакувана по море от пиратски флот от Киевска Рус. Нашествениците са победени и през 944 г. е сключен мир и съюз с тях.
Роман Лакапин е умел, макар и авторитарен администратор. Справя се с вътрешната опозиция и укрепва състоянието на държавата. Защитава дребните земевладелци и селяни срещу опитите на едрите поземлени собственици (т.нар. динати) да присвоят имотите им. Императорът е непопулярен сред столичния елит заради неблагородния му произход и липсата на образование. Управлението му е прекратено в резултат на заговор, организиран от неговите съимператори (най-вече – от синовете му Христофор, Стефан и Константин). През декември 944 г. той е детрониран и заточен в манастир. През януари 945 г. те на свой ред също са свалени от законния представител на Македонската династия, Константин VII Багренородни, който най-накрая (тогава той е около 43 – 44-годишен) успява да вземе властта в ръцете си. Бившият василевс умира като монах през 948 г. Константин VII Багренородни, над когото през по-голямата част от живота му тегне страхът да не бъде отстранен от фамилията на Лакапините, посмъртно остро го критикува в своите бележки.

## Семейство
От брака си с Теодора, която умира през 922 г., Роман има 6 деца:
- Христофор Лакапин, съимператор от 921 до 931 г., който се жени за августа София и от нея е баща на Мария (наречена по-късно Ирина), която се омъжва за българския цар Петър I;
- Стефан Лакапин, съимператор от 924 до 945 г., умира през 967 г.
- Константин Лакапин, съимператор от 924 до 945 г., умира през 946 г.
- Теофилакт Лакапин, константинополски патриарх от 933 до 956 г.
- Елена Лакапина, която се омъжва за император Константин VII.
- Агата Лакапина, която се омъжва за Роман Аргир; техен внук е император Роман III.

Император Роман I има и незаконен син, евнуха Василий, който има влияние в двора в периода 976 – 985 г.